# 大衛·福斯特 (足球運動員)
大衛·福斯特 （David Fuster，1982年2月3日—）是一位西班牙足球運動員。目前他效力于希超球隊奧林比亞高斯。司職進攻型中場。
他在22歲時加入比利亞雷阿爾，在2008-09賽季轉會來到埃尔切，并成為該賽季埃尔切的隊內最佳射手。他也因此轉會回到比利亞雷阿爾。